# Quinto Vercellese
Quinto Vercellese (Quint in piemontese) è un comune italiano di 387 abitanti della provincia di Vercelli in Piemonte

## Storia

### Simboli
Lo stemma e il gonfalone sono stati concessi con decreto del 27 novembre 1992.
Il gonfalone è un drappo troncato di verde e di giallo.

## Monumenti e luoghi d'interesse

### Castello
Sorse probabilmente, su una preesistente struttura, tra la fine del XII e l'inizio del XIII secolo, a seguito dell'insediamento nel feudo della famiglia degli Avogadro. Se ne ha prima testimonianza nel 1219 quando venne citata l'esistenza di una cappella, tuttora esistente e dedicata a San Pietro. Una seconda e massiccia fase costruttiva fu attuata in epoca rinascimentale, a seguito della conquista del vercellese da parte dei Savoia che permise agli Avogadro di rientrare in possesso del maniero. Con la progressiva diffusione della coltivazione del riso la fortezza venne lentamente trasformata in una grande azienda agricola.
Nella "cappella castrense di San Pietro" si conserva una complessa stratificazione di affreschi che coprono l'arco temporale che va dal XIII al XVI secolo, alcuni dei quali venuti alla luce durante recenti restauri.

### Chiesa parrocchiale dei Santi Nazario e Celso
- Chiesa parrocchiale dei Santi Nazario e Celso, già testimoniata nel 964 è considerabile una delle più rappresentative architetture romanico-gotiche della regione. Osservando la facciata sono ben distinguibili le tre principali fasi costruttive: la porzione corrispondente alla navata centrale, costituita da materiali di recupero (mattoni romani, frammenti di marmo lavorato, cocci di tegole e ciottoli di fiume) è di epoca preromanica, la navata sinistra fu aggiunta durante il periodo romanico mentre la navata destra risale al periodo gotico. Il campanile fu realizzato intorno al 1466 in stile tardo romanico. Anche all'interno si possono distinguere facilmente le fasi costruttive: due massicce arcate a tutto sesto sorreggono le campate della navata sinistra mentre più agili campate a sesto acuto formano la navata destra. Buona parte della superficie interna appare ricoperta da affreschi: quelli dell'abside, dove campeggia un Cristo Pantocratore, sono riconducibili al periodo romanico; le figure laterali dei Santi Pietro e Paolo sono ascrivibili alla fine del Trecento. La prima campata della navata sinistra, detta "cappella degli Apostoli", fu affrescata tra la fine del XV secolo e l'inizio del secolo successivo. La seconda campata è chiamata "cappella dei Dottori". Nella navata destra si trovano la "cappella del Battesimo", con una decorazione floreale gotica, e la "cappella della Vergine" per le raffigurazioni che rappresentano quattro episodi della sua vita. Quello che rende unico questo importante gioiello storico-religioso è che fra gli affreschi medievali compare la figura di un santo, ritratto fra altre figure, intento alla lettura con gli occhiali. È inserito in una arcata che porta alla volta.

## Galleria d'immagini

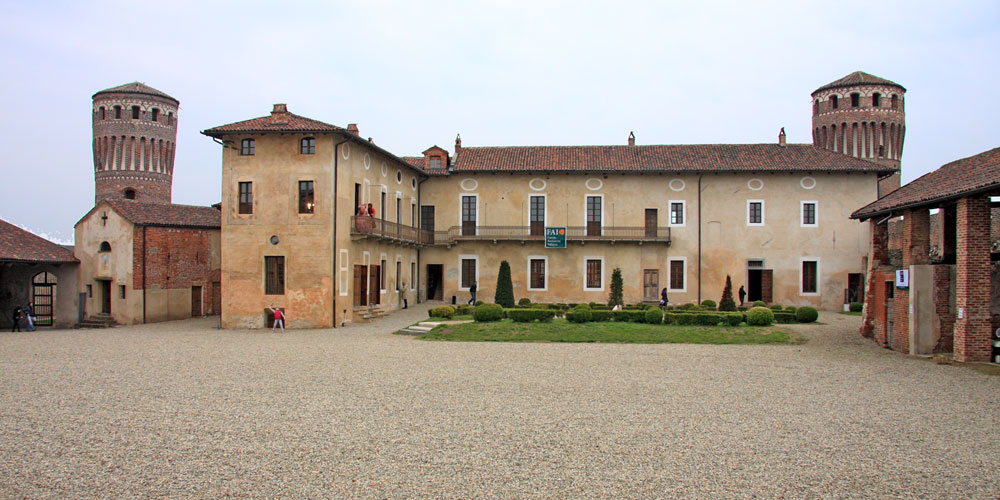
Il castello
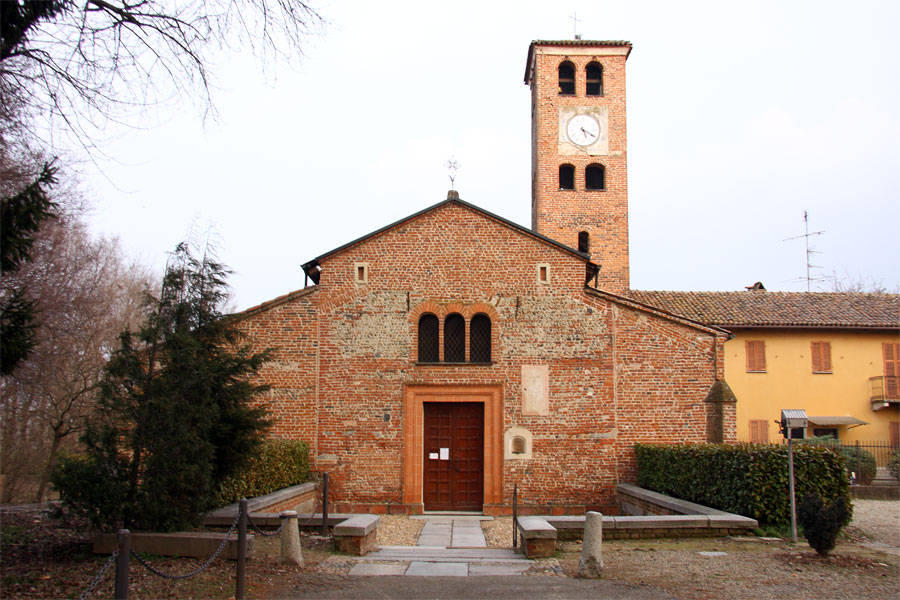
Facciata della parrocchiale Santi Nazario e Celso
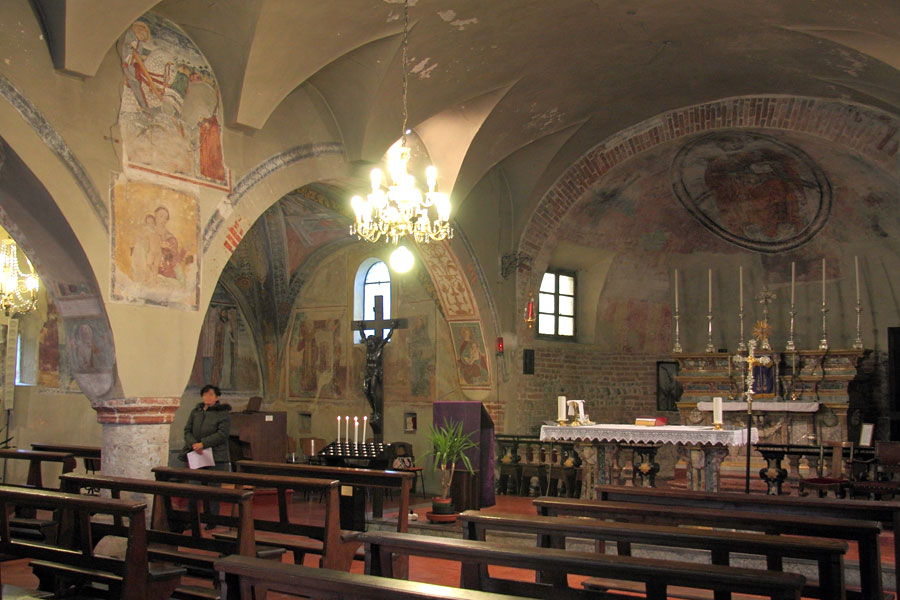
Presbiterio e navata sinistra della parrocchiale
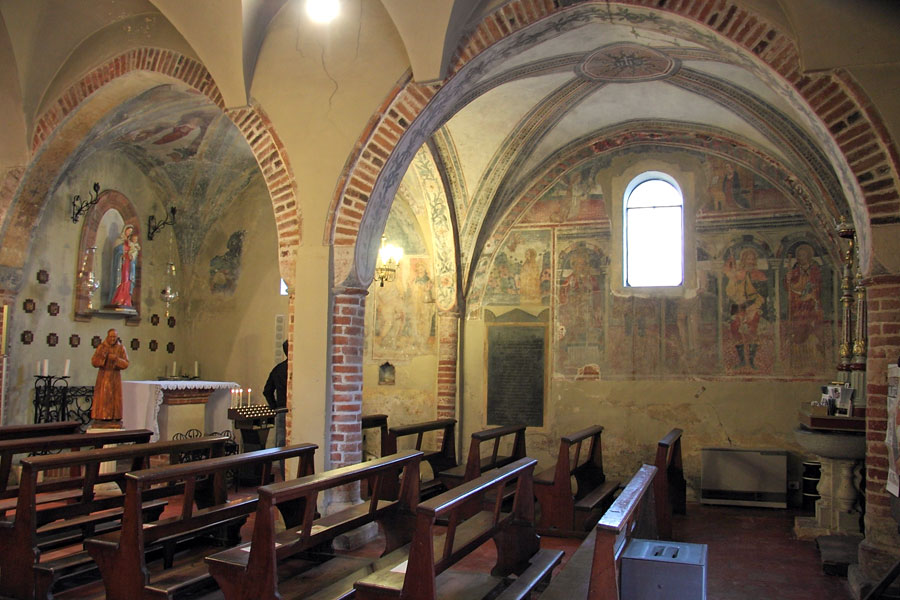
Navata destra della parrocchiale
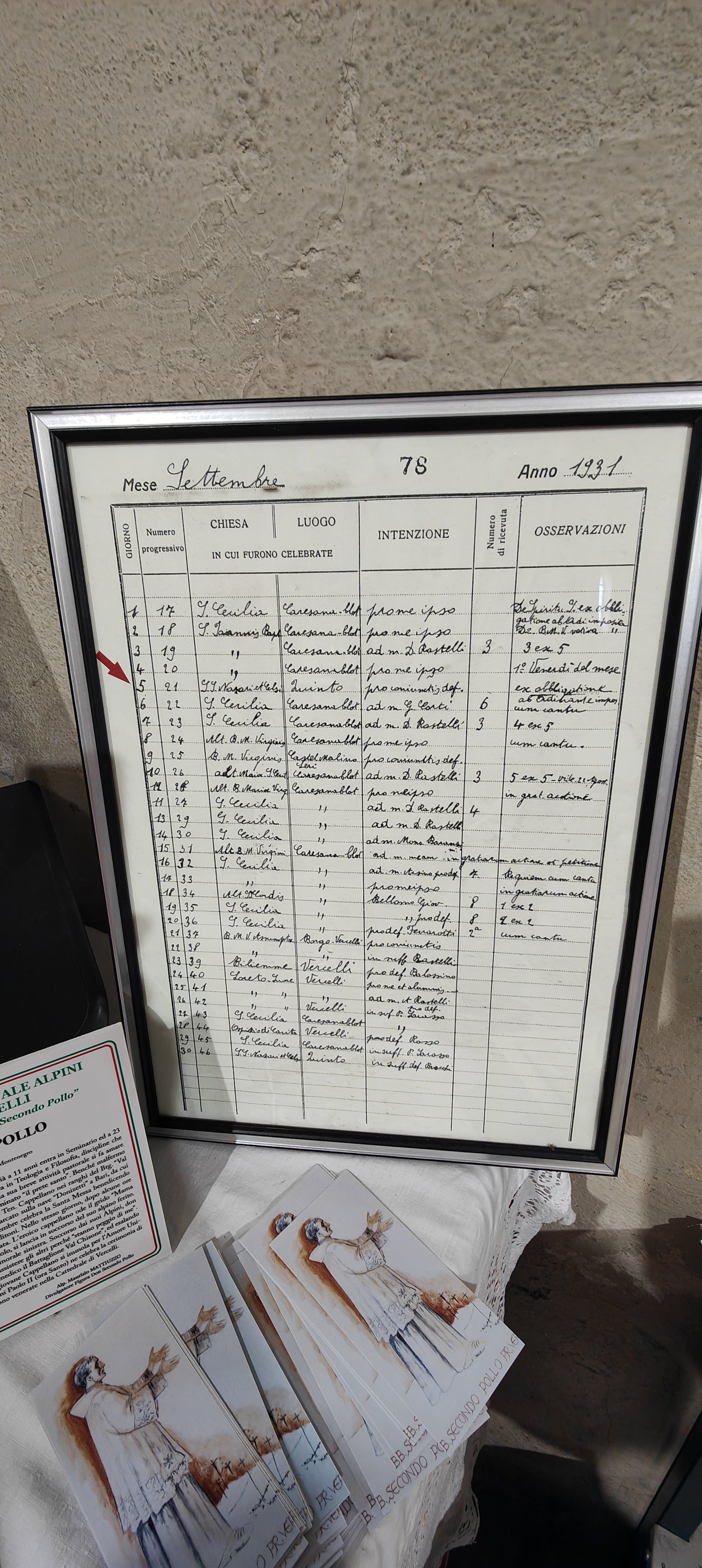
Libro delle messe del settembre 1931 scritto dal beato don Secondo Pollo, mostra temporanea settembre 2023 parrocchiale Santi Nazario e Celso
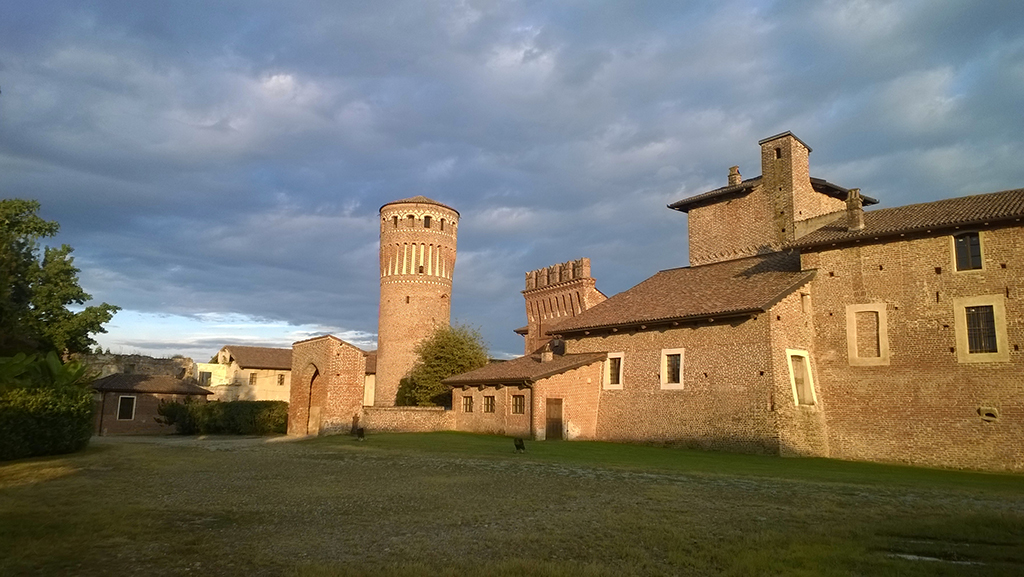
Veduta esterna Castello

## Società

### Evoluzione demografica

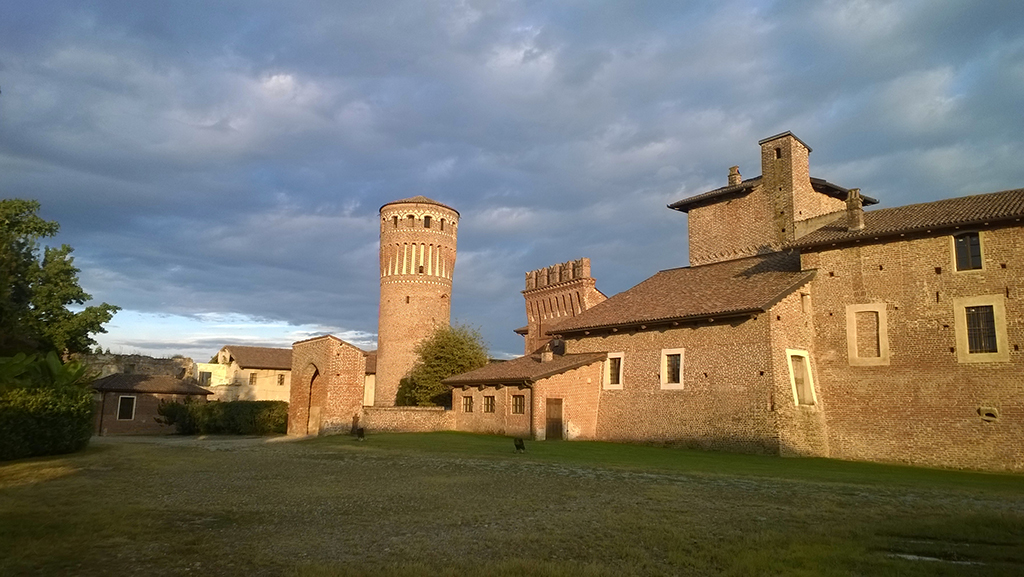
Castello-Vista primo cortile

Abitanti censiti

## Infrastrutture e trasporti
Tra il 1879 e il 1933 Quinto Vercellese fu servito dalle tranvie Vercelli-Aranco e Vercelli-Biella.

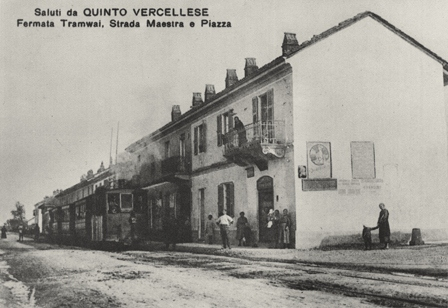
Immagine storica del Tramwai Vercelli-Biella a Quinto V.se, anno 1900 circa